# Христо Нелков
Христо Нелков – Ринджата е български футболист и треньор. Той е наставник на ЦСКА (София) в първия сезон на клуба.

## Клубна кариера
В началото на кариерата си играе в няколко от неорганизираните футболни клубове. Най-известен става като играч на Устрем (София). Тимът се изкачва последователно от Трета до Първа дивизия на Столичното първенство. Ринджата играе като нападател и става капитан на тима. Покрай него израстват много млади футболисти, а най-големият успех на тима е второ място в първенството на София през 1940 г.

## Треньорска кариера
След края на кариерата си става наставник на Устрем. След вливането на клуба в структурите на Септември (София) Нелков участва в треньорския щаб като определящ стартовия състав и помагащ със съвети при техническата и тактическа подготовка.
Когато през 1948 г. Септември се обединява с Чавдар в Септември при ЦДВ, Ринджата остава на поста си. С физическата подготовка се занимава бившият боксьор Константин Николов – Замората, а тактическите занятия води капитанът Нако Чакмаков. Новосформираният отбор спечелва Републиканското първенство през същата година.
Тъй като Нелков върши работата на доброволни начала, тренировките са два пъти седмично, а поради служебни задължения той пропуска финала на шампионата срещу Левски (София). След като е заменен от Антон Кузманов на поста, се насочва към основната си професия на техник земемер.